# أكو (هيوغو)
مدينة أكو (بالإنجليزية: Akō)‏ هي أحد المدن التابعة لمحافظة هيوغو. تأسست رسميًا في 01/09/1951. ويقدر عدد سكانها بـ 51277 نسمة حسب تقدير مكتب الإحصاء الياباني لعام 2012. تبلغ مساحة أكو 126.88 كم2. بكثافة سكانية تبلغ 404 نسمة/كم2.

## أعلام
- تاكيشي ساكاموتو